# Akunk, Aragatsotn
Akunk là một đô thị thuộc tỉnh Aragatsotn, Armenia. Dân số ước tính năm 2011 là 595 người.